# Beauteville
Beauteville település Franciaországban, Haute-Garonne megyében. Lakosainak száma 199 fő (2022. január 1.). Beauteville Saint-Michel-de-Lanès, Avignonet-Lauragais, Lagarde és Montclar-Lauragais községekkel határos.

## Népesség
A település népességének változása:
| Lakosok száma | 121  | 81   | 104  | 141  | 189  | 171  | 175  | 180  | 186  | 199  |
|               | 1968 | 1982 | 1999 | 2006 | 2011 | 2015 | 2017 | 2018 | 2020 | 2022 |